# يسري راغب
يسري راغب فهمي (17 ديسمبر 1930 ـ 16 أكتوبر 1948) هو ضابط مصري برتبة يوزباشي (نقيب)، استشهد في حرب فلسطين في مدينة المجدل.

## تكريمه
في مارس 1956، أطلق اسم يسري راغب علي أحد شوارع مدينة أسيوط الرئيسية، وكان ذلك بمعرفة عبد اللطيف البغدادي، وبطلب من المشير عبد الحكيم عامر.